# Manche (departement)
Manche (50) is een Frans departement, een van de vijf departementen van de regio Normandië. De hoofdstad is Saint-Lô.

## Geschiedenis
Het departement was een van de 83 departementen die werden gecreëerd tijdens de Franse Revolutie, op 4 maart 1790 door uitvoering van de wet van 22 december 1789, uitgaande van een deel van de provincie Normandië. Tot 1796 was de hoofdstad van het departement de stad Coutances. Na de Tweede Wereldoorlog heeft Coutances opnieuw als prefectuur gefungeerd, vanwege de vrijwel volledige vernietiging van Saint-Lô tijdens de geallieerde landing in 1944.
Coutances bleef prefectuur van Manche zolang de wederopbouw van Saint-Lô aan de gang was.

## Geografie
Manche is omgeven door de departementen Calvados, Orne, Mayenne en Ille-et-Vilaine. Het departement is in het westen, noorden en noordoosten omgeven door Het Kanaal, langs een kustlijn van totaal 350 km.
Bekend is het rotseilandje Mont Saint-Michel gelegen voor de kust.
Manche bestaat uit de vier arrondissementen:
- Avranches
- Cherbourg
- Coutances
- Saint-Lô

Manche heeft 27 kantons:
- Kantons van Manche

Manche heeft 602 gemeenten:
- Lijst van gemeenten in het departement Manche

## Demografie
De inwoners van la Manche heten Manchois [mãshwa].

### Demografische evolutie sinds 1962
| Naam       | Index 1962 | Index 1968 | Index 1975 | Index 1982 | Index 1990 | Index 1999 | Index 2008 | Index 2019 |
| ---------- | ---------- | ---------- | ---------- | ---------- | ---------- | ---------- | ---------- | ---------- |
| Manche     | 100,0      | 101,1      | 101,1      | 104,3      | 107,3      | 107,7      | 111,2      | 110,6      |
| Frankrijk* | 100,0      | 107,1      | 113,3      | 117,0      | 121,9      | 126,0      | 133,8      | 140,1      |

| Naam       | Inw./Km² 1962 | Inw./km² 1968 | Inw./km² 1975 | Inw./km² 1982 | Inw./km² 1990 | Inw./km² 1999 | Inw./km² 2008 | Inw./km² 2019 |
| ---------- | ------------- | ------------- | ------------- | ------------- | ------------- | ------------- | ------------- | ------------- |
| Manche     | 75,3          | 76,1          | 76,1          | 78,5          | 80,8          | 81,1          | 83,7          | 83,2          |
| Frankrijk* | 84,2          | 90,1          | 95,4          | 98,5          | 102,7         | 106,1         | 112,7         | 119,7         |

Frankrijk* = exclusief overzeese gebieden
Bron: Recensement Populaire INSEE - 1962 tot 1999 population sans doubles comptes, nadien Population Municipale
Op 1 januari 2022 had Manche 496.815 inwoners.

### De 10 grootste gemeenten in het departement
| #  | Gemeente                  | Aantal inwoners (2022) |
| -- | ------------------------- | ---------------------- |
| 1  | Cherbourg-en-Cotentin     | 78.028                 |
| 2  | Saint-Lô                  | 19.352                 |
| 3  | Granville                 | 12.799                 |
| 4  | La Hague                  | 11.444                 |
| 5  | Avranches                 | 10.225                 |
| 6  | Carentan les Marais       | 10.220                 |
| 7  | Coutances                 | 8.372                  |
| 8  | Valognes                  | 6.896                  |
| 9  | Bricquebec-en-Cotentin    | 5.888                  |
| 10 | Saint-Hilaire-du-Harcouët | 5.735                  |

## Afbeeldingen

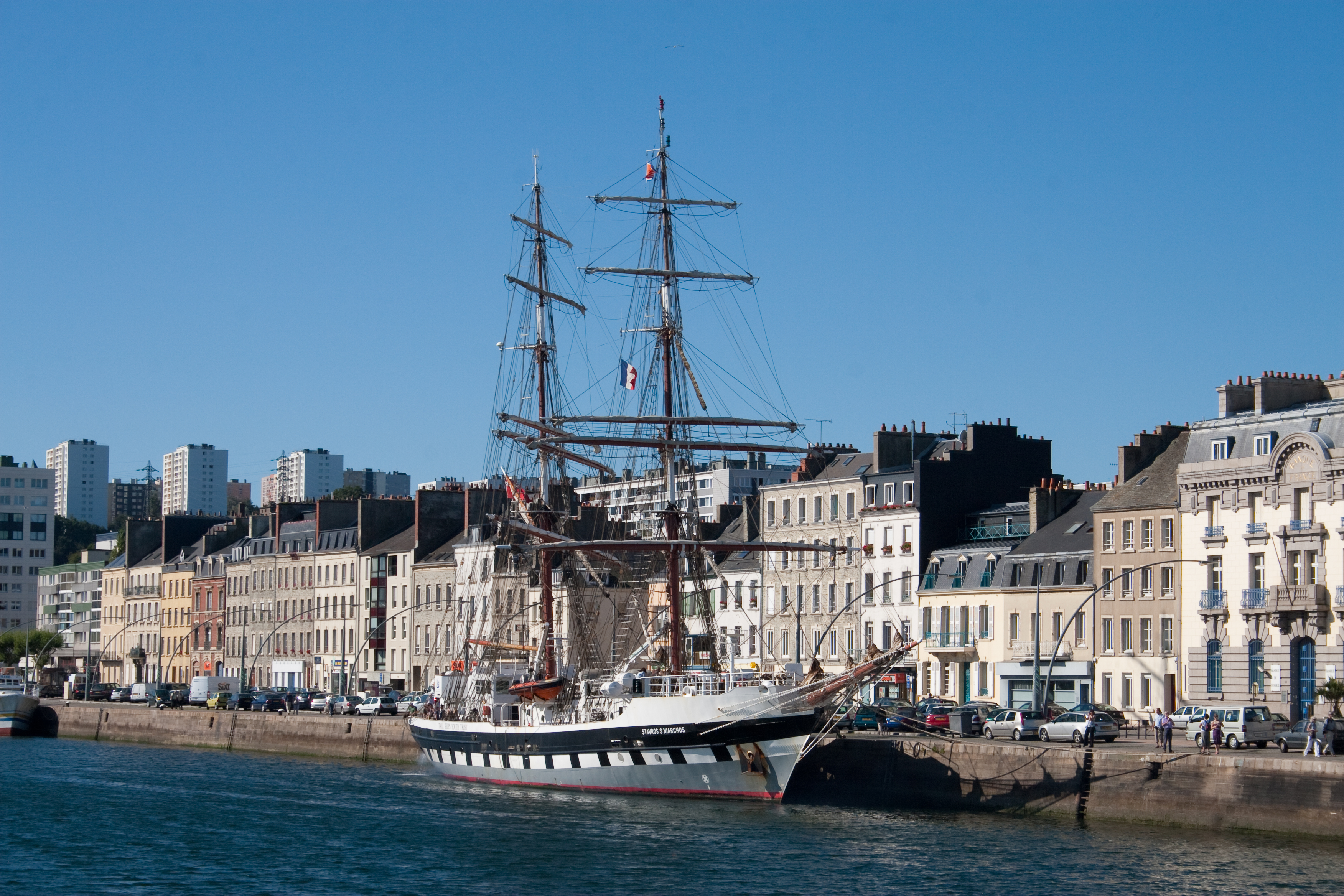
Cherbourg
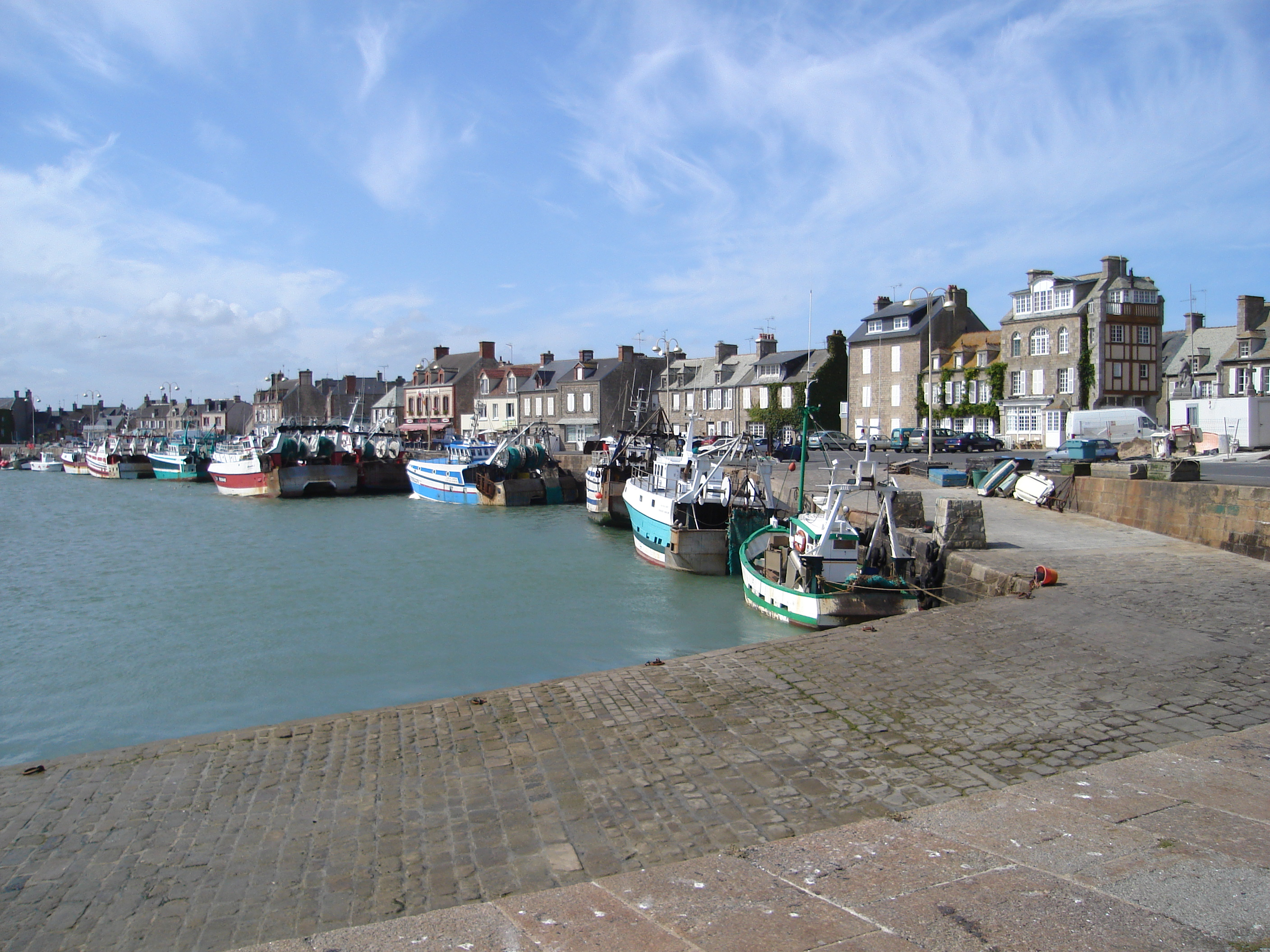
Barfleur
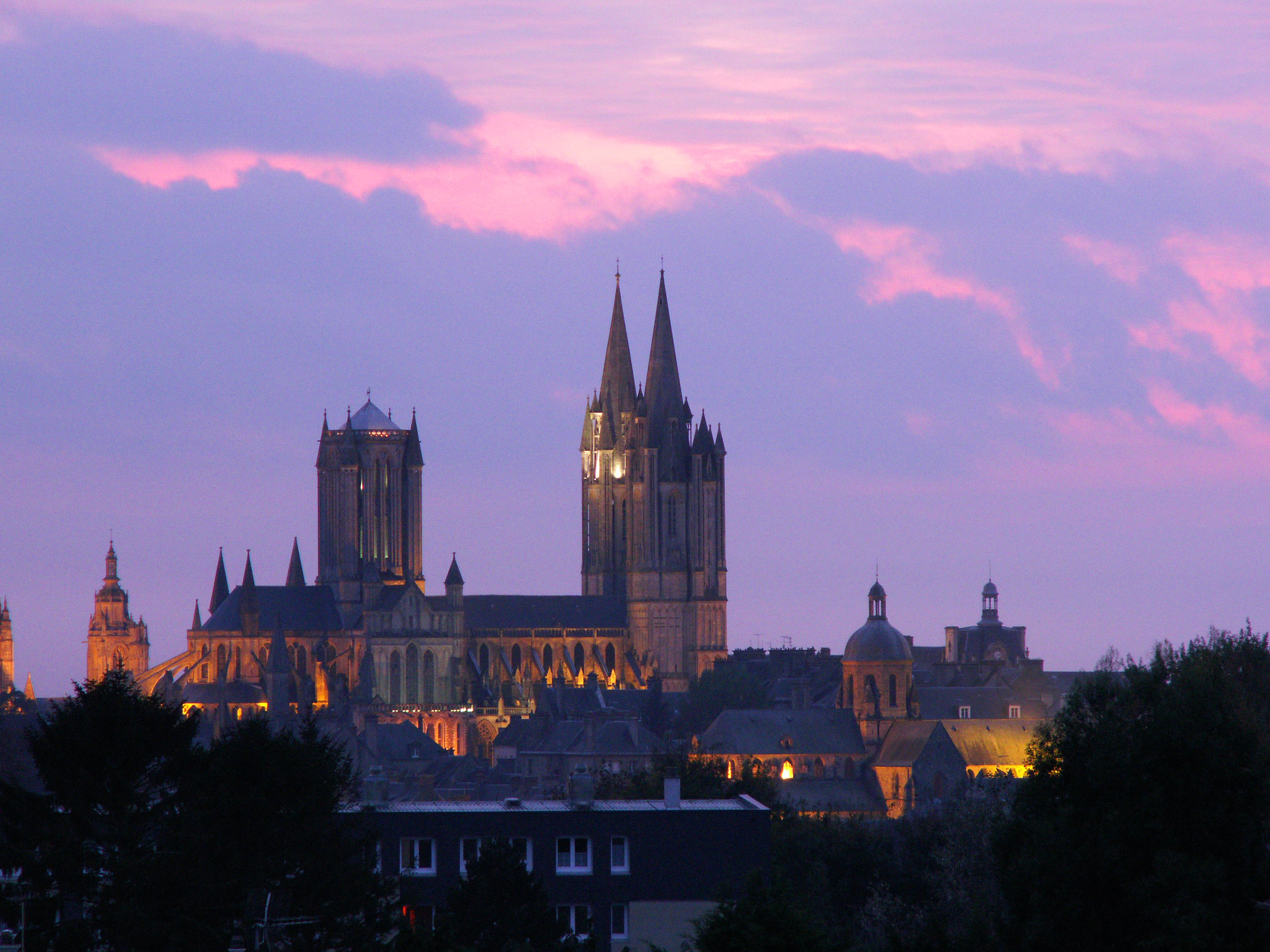
Coutances
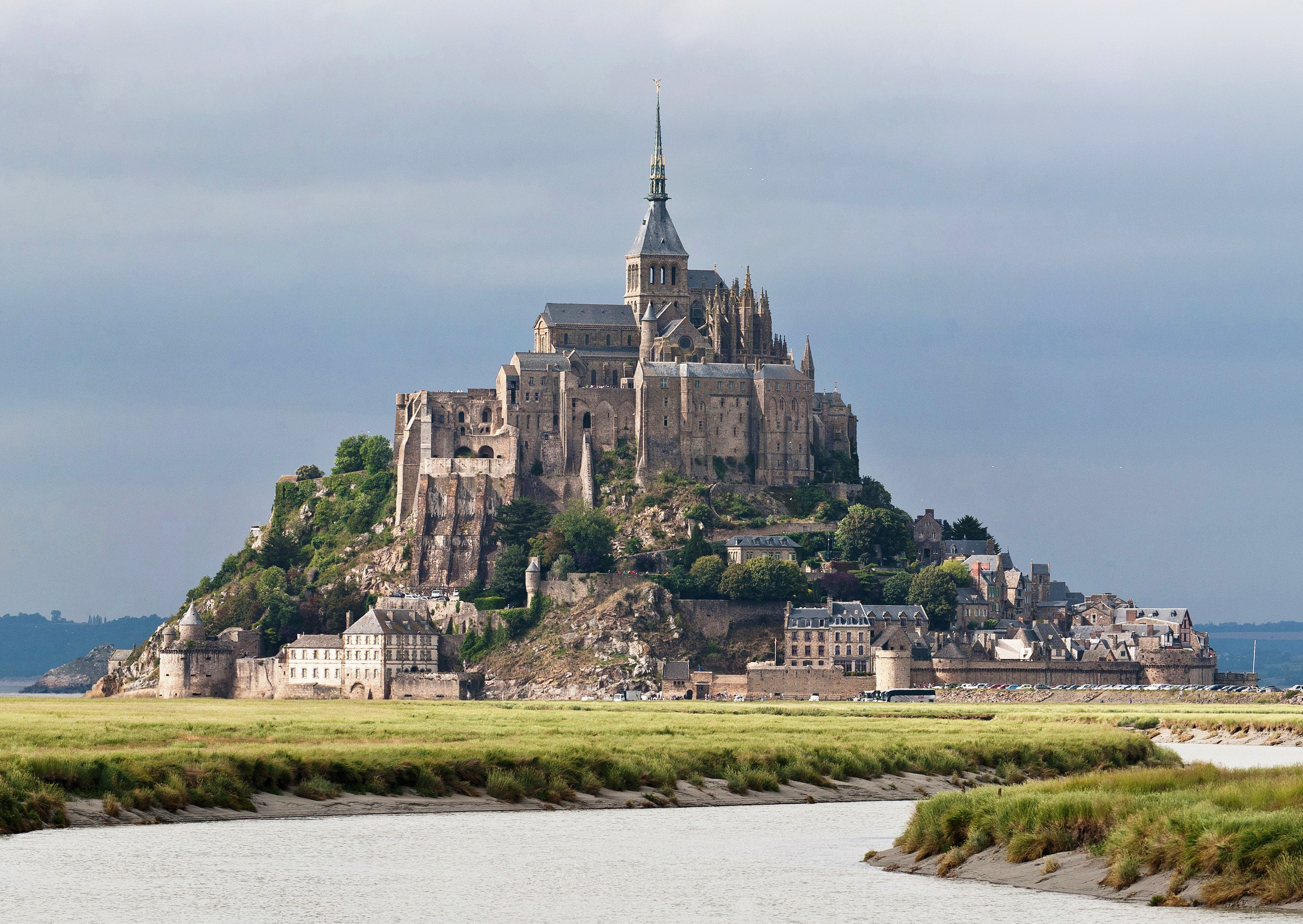
Le Mont-Saint-Michel